# Liste der Delikte des österreichischen Militärstrafgesetzes
Diese Liste enthält alle Straftatbestände des österreichischen Militärstrafgesetzes samt Strafrahmen. Eine besondere Militärgerichtsbarkeit gibt es in Österreich nicht. Sachlich zuständig sind die ordentlichen Strafgerichte.

## I. Straftaten gegen die Wehrpflicht
| Paragraph                           | Absatz                              | Straftatbestand | Freiheitsstrafe – Untergrenze       | Freiheitsstrafe – Obergrenze        | alternative Freiheitsstrafe         | Geldstrafe – Obergrenze             |                                     |
| I. Straftaten gegen die Wehrpflicht | I. Straftaten gegen die Wehrpflicht | I. Straftaten gegen die Wehrpflicht | I. Straftaten gegen die Wehrpflicht | I. Straftaten gegen die Wehrpflicht | I. Straftaten gegen die Wehrpflicht | I. Straftaten gegen die Wehrpflicht | I. Straftaten gegen die Wehrpflicht |
| ----------------------------------- | ----------------------------------- | --- | ----------------------------------- | ----------------------------------- | ----------------------------------- | ----------------------------------- | ----------------------------------- |
| § 7                                 | 1                                   | Nichtbefolgung des Einberufungsbefehles |                                     | 3 Monaten                           |                                     | 180 Tagessätze                      |                                     |
|                                     | 2                                   | Einberufung zum GWD länger als 30 Tagen nicht Folge leistet                                                                                   | 1 Jahr                              |                                     |                                     |                                     |                                     |
|                                     | 3                                   | 1. zu einer Milizübung 2. zu einem Ersatzpräsenzdienst 3. einer außerordentlichen Übung 4. zu einem Aufschubpräsentdienst nicht Folge leistet |                                     | 1 Jahr                              |                                     |                                     |                                     |
| § 8                                 | 1                                   | Unerlaubte Abwesenheit länger als 24 stunden                                                                                                  |                                     | 6 Monate                            |                                     | 360 Tagessätze                      |                                     |
|                                     | 2                                   | länger als 8 Tage |                                     | 1 Jahr                              |                                     |                                     |                                     |
| § 9                                 | 1                                   | Desertion | 6 Monate                            | 5 Jahre                             |                                     |                                     |                                     |
|                                     | 2                                   | Strafmilderung |                                     |                                     |                                     |                                     |                                     |
| § 10                                |                                     | Herbeiführung der Dienstuntauglichkeit |                                     |                                     |                                     |                                     |                                     |
|                                     | 1                                   | länger als 24 Stunden |                                     | 6 Monate                            |                                     | 360 Tagessätze                      |                                     |
|                                     |                                     | länger als 8 Tage |                                     | 1 Jahr                              |                                     |                                     |                                     |
|                                     | 2                                   | für immer | 6 Monate                            | 5 Jahre                             |                                     |                                     |                                     |
|                                     | 3                                   | bevor er Soldat geworden ist, eine im Abs. 1 bezeichnete Tat begeht                                                                           |                                     | 6 Monate                            |                                     | 360 Tagessätze                      |                                     |
|                                     |                                     | eine im Abs. 2 bezeichnete Tat begeht |                                     | 3 Jahre                             |                                     |                                     |                                     |
| § 11                                |                                     | Dienstentziehung durch Täuschung |                                     |                                     |                                     |                                     |                                     |
|                                     | 1                                   | länger als 8 Tage |                                     | 1 Jahr                              |                                     |                                     |                                     |
|                                     | 2                                   | für immer | 6 Monate                            | 5 Jahre                             |                                     |                                     |                                     |
|                                     | 3                                   | bevor er Soldat geworden ist, eine im Abs. 1 bezeichnete Tat begeht                                                                           |                                     | 6 Monate                            |                                     | 360 Tagessätze                      |                                     |
|                                     |                                     | eine im Abs. 2 bezeichnete Tat begeht |                                     | 3 Jahre                             |                                     |                                     |                                     |

## II. Straftaten gegen die militärische Ordnung
| Paragraph                                     | Absatz                                        | Straftatbestand                                                                  | Freiheitsstrafe – Untergrenze                 | Freiheitsstrafe – Obergrenze                  | alternative Freiheitsstrafe                   | Geldstrafe – Obergrenze                       |                                               |
| II. Straftaten gegen die militärische Ordnung | II. Straftaten gegen die militärische Ordnung | II. Straftaten gegen die militärische Ordnung                                    | II. Straftaten gegen die militärische Ordnung | II. Straftaten gegen die militärische Ordnung | II. Straftaten gegen die militärische Ordnung | II. Straftaten gegen die militärische Ordnung | II. Straftaten gegen die militärische Ordnung |
| --------------------------------------------- | --------------------------------------------- | -------------------------------------------------------------------------------- | --------------------------------------------- | --------------------------------------------- | --------------------------------------------- | --------------------------------------------- | --------------------------------------------- |
| § 12                                          |                                               | Ungehorsam                                                                       |                                               | 2 Jahre                                       |                                               |                                               |                                               |
| § 13                                          |                                               | Fahrlässige Nichtbefolgung von Befehlen                                          |                                               | 1 Jahr                                        |                                               |                                               |                                               |
| § 14                                          |                                               | Schwerer Ungehorsam                                                              |                                               | 5 Jahre                                       |                                               |                                               |                                               |
| § 15                                          |                                               | Gemeinsame Bestimmung                                                            |                                               |                                               |                                               |                                               |                                               |
| § 16                                          |                                               | Verabredung zum gemeinschaftlichen Ungehorsam                                    |                                               | 2 Jahre                                       |                                               |                                               |                                               |
|                                               | 2                                             | Strafausschließungsgrund                                                         |                                               |                                               |                                               |                                               |                                               |
| § 17                                          |                                               | Straflosigkeit der Nichtbefolgung von Befehlen                                   |                                               |                                               |                                               |                                               |                                               |
| § 18                                          |                                               | Meuterei                                                                         | 5 Jahre                                       | 10 Jahre                                      |                                               |                                               |                                               |
| § 19                                          |                                               | Verabredung zur Meuterei                                                         |                                               | 3 Jahre                                       |                                               |                                               |                                               |
|                                               | 2                                             | Strafausschließungsgrund                                                         |                                               |                                               |                                               |                                               |                                               |
| § 20                                          |                                               | Gemeinschaftlicher Angriff auf militärische Vorgesetzte                          | 1 Jahr                                        | 10 Jahre                                      |                                               |                                               |                                               |
| § 21                                          | 1                                             | Verabredung zum gemeinschaftlichen Angriff auf militärische Vorgesetzte          |                                               | 2 Jahre                                       |                                               |                                               |                                               |
|                                               | 2                                             | Strafausschließungsgrund                                                         |                                               |                                               |                                               |                                               |                                               |
| § 22                                          |                                               | Körperverletzung eines Vorgesetzten und tätlicher Angriff auf einen Vorgesetzten |                                               | 1 Jahr                                        |                                               |                                               |                                               |
| § 23                                          |                                               | Berauschung im Dienst                                                            |                                               | 6 Monate                                      |                                               | 360 Tagessätze                                |                                               |

## III. Straftaten gegen die Pflicht von Wachen
| Paragraph                                    | Absatz                                       | Straftatbestand                                                                                           | Freiheitsstrafe – Untergrenze                | Freiheitsstrafe – Obergrenze                 | alternative Freiheitsstrafe                  | Geldstrafe – Obergrenze                      |                                              |
| III. Straftaten gegen die Pflicht von Wachen | III. Straftaten gegen die Pflicht von Wachen | III. Straftaten gegen die Pflicht von Wachen                                                              | III. Straftaten gegen die Pflicht von Wachen | III. Straftaten gegen die Pflicht von Wachen | III. Straftaten gegen die Pflicht von Wachen | III. Straftaten gegen die Pflicht von Wachen | III. Straftaten gegen die Pflicht von Wachen |
| -------------------------------------------- | -------------------------------------------- | --- | -------------------------------------------- | -------------------------------------------- | -------------------------------------------- | -------------------------------------------- | -------------------------------------------- |
| § 24                                         |                                              | Vorsätzliche Wachverfehlung                                                                               |                                              |                                              |                                              |                                              |                                              |
|                                              | 1                                            | | 1 Jahr                                       |                                              |                                              |                                              |                                              |
|                                              | 2                                            | bei Gefahr für das Leben, die Gesundheit oder die körperliche Sicherheit oder eines erheblichen Nachteils |                                              | 2 Jahre                                      |                                              |                                              |                                              |
|                                              |                                              | im Einsatz                                                                                                | 6 Monate                                     | 5 Jahre                                      |                                              |                                              |                                              |
| § 25                                         |                                              | Fahrlässige Wachverfehlung                                                                                |                                              | 1 Jahr                                       |                                              |                                              |                                              |

## IV. Straftaten gegen andere Pflichten
| Paragraph                             | Absatz                                | Straftatbestand | Freiheitsstrafe – Untergrenze         | Freiheitsstrafe – Obergrenze          | alternative Freiheitsstrafe           | Geldstrafe – Obergrenze               |                                       |
| IV. Straftaten gegen andere Pflichten | IV. Straftaten gegen andere Pflichten | IV. Straftaten gegen andere Pflichten                                                                                  | IV. Straftaten gegen andere Pflichten | IV. Straftaten gegen andere Pflichten | IV. Straftaten gegen andere Pflichten | IV. Straftaten gegen andere Pflichten | IV. Straftaten gegen andere Pflichten |
| ------------------------------------- | ------------------------------------- | --- | ------------------------------------- | ------------------------------------- | ------------------------------------- | ------------------------------------- | ------------------------------------- |
| § 26                                  | 1                                     | Vorsätzliche Preisgabe eines militärischen Geheimnisses                                                                |                                       | 2 Jahre                               |                                       |                                       |                                       |
|                                       | 2                                     | bei Gefahr für das Leben, die Gesundheit oder körperliche Sicherheit oder eines erheblichen Nachteils                  | 1 Jahr                                | 10 Jahre                              |                                       |                                       |                                       |
| § 27                                  | 1                                     | Fahrlässige Preisgabe eines militärischen Geheimnisses                                                                 |                                       | 6 Monate                              |                                       | 360 Tagessätze                        |                                       |
|                                       | 2                                     | bei Gefahr für das Leben, die Gesundheit oder die körperliche Sicherheit von Menschen oder eines erheblichen Nachteils |                                       | 1 Jahr                                |                                       |                                       |                                       |
| § 28                                  |                                       | Gemeinsame Bestimmung                                                                                                  |                                       |                                       |                                       |                                       |                                       |
| § 29                                  | 1                                     | Verstöße gegen die Pflichten zur Meldung und zur Befehlsübermittlung                                                   |                                       | 2 Jahre                               |                                       |                                       |                                       |
|                                       |                                       | im Einsatz | 6 Monate                              | 5 Jahre                               |                                       |                                       |                                       |
| § 30                                  |                                       | Fahrlässige Verstöße                                                                                                   |                                       | 1 Jahr                                |                                       |                                       |                                       |
| § 31                                  | 1                                     | Militärischer Diebstahl                                                                                                |                                       | 3 Jahre                               |                                       |                                       |                                       |
|                                       | 2                                     | wer einen anderen Soldaten bestiehlt                                                                                   |                                       | 1 Jahr                                |                                       |                                       |                                       |
| § 32                                  |                                       | Beschädigung von Heeresgut                                                                                             |                                       | 1 Jahr                                |                                       |                                       |                                       |

## V. Straftaten gegen die Pflichten von Vorgesetzten und Ranghöheren
| Paragraph                             | Absatz                                | Straftatbestand                                                         | Freiheitsstrafe – Untergrenze         | Freiheitsstrafe – Obergrenze          | alternative Freiheitsstrafe           | Geldstrafe – Obergrenze               |                                       |
| IV. Straftaten gegen andere Pflichten | IV. Straftaten gegen andere Pflichten | IV. Straftaten gegen andere Pflichten                                   | IV. Straftaten gegen andere Pflichten | IV. Straftaten gegen andere Pflichten | IV. Straftaten gegen andere Pflichten | IV. Straftaten gegen andere Pflichten | IV. Straftaten gegen andere Pflichten |
| ------------------------------------- | ------------------------------------- | ----------------------------------------------------------------------- | ------------------------------------- | ------------------------------------- | ------------------------------------- | ------------------------------------- | ------------------------------------- |
| § 33                                  | 1                                     | Vernachlässigung der Obsorgepflicht                                     |                                       | 1 Jahr                                |                                       |                                       |                                       |
|                                       |                                       | bei Tod eines Soldaten                                                  |                                       | 3 Jahre                               |                                       |                                       |                                       |
| § 34                                  |                                       | Missbrauch der Dienststellung                                           |                                       | 2 Jahre                               |                                       |                                       |                                       |
| § 35                                  |                                       | Entwürdigende Behandlung                                                |                                       | 2 Jahre                               |                                       |                                       |                                       |
| § 36                                  |                                       | Körperverletzung von Untergebenen und tätlicher Angriff auf Untergebene |                                       | 1 Jahr                                |                                       |                                       |                                       |
| § 37                                  |                                       | Unterdrückung von Eingaben                                              |                                       | 6 Monate                              |                                       | 360 Tagessätze                        |                                       |

## VI. Straftaten gegen die Pflichten im Einsatz
| Paragraph                                     | Absatz                                        | Straftatbestand                               | Freiheitsstrafe – Untergrenze                 | Freiheitsstrafe – Obergrenze                  | alternative Freiheitsstrafe                   | Geldstrafe – Obergrenze                       |                                               |
| VI. Straftaten gegen die Pflichten im Einsatz | VI. Straftaten gegen die Pflichten im Einsatz | VI. Straftaten gegen die Pflichten im Einsatz | VI. Straftaten gegen die Pflichten im Einsatz | VI. Straftaten gegen die Pflichten im Einsatz | VI. Straftaten gegen die Pflichten im Einsatz | VI. Straftaten gegen die Pflichten im Einsatz | VI. Straftaten gegen die Pflichten im Einsatz |
| --------------------------------------------- | --------------------------------------------- | --------------------------------------------- | --------------------------------------------- | --------------------------------------------- | --------------------------------------------- | --------------------------------------------- | --------------------------------------------- |
| § 38                                          | 1                                             | Besondere Dienstpflichtverletzung im Einsatz  | 1 Jahr                                        | 10 Jahre                                      |                                               |                                               |                                               |
|                                               | 2                                             |                                               | 1 Jahr                                        | 5 Jahre                                       |                                               |                                               |                                               |
|                                               | 3                                             |                                               |                                               | 3 Jahre                                       |                                               |                                               |                                               |
|                                               | 4                                             |                                               | 1 Jahr                                        |                                               |                                               |                                               |                                               |
|                                               | 5                                             | Nichtanwendung                                |                                               |                                               |                                               |                                               |                                               |